# 樋之沢駅
樋之沢駅（ひのさわえき）は、かつて長野県上田市に存在した上田交通真田傍陽線の駅（廃駅）である。

## 歴史
小県郡神科村大字樋之沢地区に設置されたため、この駅名となった。豊里村（現・上田市）の住民が上田市市街地へ通勤するのに利用していて、乗降客は多かった。
- 1927年（昭和2年）11月20日：上田温泉電軌北東線の開通に伴い開業[2]。
- 1939年（昭和14年）8月30日：上田温泉電軌の社名変更および線名改称に伴い、上田電鉄菅平鹿沢線の駅となる。
- 1943年（昭和18年）10月21日：会社合併に伴い、上田丸子電鉄の駅となる。
- 1960年（昭和35年）4月1日：線名改称に伴い、真田傍陽線の駅となる。
- 1969年（昭和44年）6月1日：上田丸子電鉄の社名変更に伴い、上田交通の駅となる。
- 1972年（昭和47年）2月20日：真田傍陽線の廃線に伴い廃止。

## 駅構造
相対式ホーム2面2線を持つ交換駅で、真田傍陽線の開業時は唯一の交換可能駅であった。
駅は田んぼの中にあったが、配置された駅員が駅舎で切符を販売した。駅舎は駅の東側（真田・傍陽方面に向かって右側）にあった。

## 廃止後の状況
2015年（平成27年）現在、駅跡には草木が生い茂るもののホーム跡が現存している。駅の廃止後は上田交通→上電バス→上田バスのバス停留所となっている。

## 隣の駅
上田交通
真田傍陽線
神科駅 - 樋之沢駅 - 伊勢山駅